# Râul Cosău
Râul Cosău este un curs de apă, important afluent al Marei. Cursul superior al râului, amonte de  Budești este cunoscut și sub denumirea Râul Mare
De la acest râu și-a luat numele districtul Cosău, cel mai mic din fostul comitat Maramureș. 
Valea Cosăului este cunoscută în Maramureș ca o unitate geografică, etnografică și culturală cu aspecte caracteristice proprii, care cuprinde tot bazinul hidrografic al râului Cosău.

## Hărți
- Harta județului Maramureș
- Harta Munții Gutâi  Arhivat în 4 martie 2016, la Wayback Machine.